# Gastón Pereiro
Gastón Pereiro, vollständiger Name Gastón Rodrigo Pereiro López, (* 11. Juni 1995 in Montevideo) ist ein uruguayischer Fußballspieler. Er steht seit Februar 2025 bei der SSC Bari unter Vertrag.

## Karriere

### Verein
Der nach Vereinsangaben 1,88 Meter große Mittelfeldakteur Pereiro steht mindestens seit der Saison 2012/13 im Kader des uruguayischen Erstligisten Nacional Montevideo, kam allerdings in jener Spielzeit noch nicht bei den Profis zum Einsatz. In der nachfolgenden Saison 2013/14 lief er für die "Bolsos" in 15 Erstligapartien auf und erzielte fünf Treffer. Zudem absolvierte er sechs Partien (kein Tor) in der Copa Libertadores 2014. In der Spielzeit 2014/15 gewann er mit Nacional die Landesmeisterschaft. Er wurde 24-mal (sechs Tore) in der Primera División und einmal (ein Tor) in der Copa Libertadores 2015 eingesetzt. Am 15. Juli 2015 verkündigte PSV Eindhoven die Verpflichtung von Pereiro. Pereiro erhielt die Trikotnummer 7, die zuvor Memphis Depay trug. Bei den Niederländern kam er in der Saison 2015/16 29-mal in der Eredivisie zum Einsatz und schoss elf Tore. Zudem wurde er dreimal (drei Tore) im KNVB Beker, einmal (kein Tor) im Super Cup und sechsmal (kein Tor) in der Champions League eingesetzt. Seine Mannschaft gewann dabei sowohl den Landesmeistertitel als auch bereits zu Saisonbeginn die Johan Cruijff Schaal. In der Folgespielzeit 2016/17 absolvierte er 30 Ligaspiele (zehn Tore) sowie fünf Champions-League-Partien (kein Tor), zwei Pokalbegegnungen (ein Tor) und ein Supercup-Spiel.
Im Januar 2020 wurde er vom italienischen Erstligisten Cagliari Calcio verpflichtet. Seine Ablöse betrug 2 Millionen Euro. Nach Leihen zu Nacional Montevideo und Ternana Calcio verließ er den Verein im Sommer 2024. Nach kurzer Vereinslosigkeit schloss er sich im Oktober 2024 dem CFC Genua an. Bereits nach vier Monaten verließ Pereiro Genua wieder und schloss sich dem Zweitligisten SSC Bari an.

### Nationalmannschaft
Pereiro war Mitglied der uruguayischen U-20-Nationalmannschaft. Bereits Anfang Juli 2012 wurde er vom seinerzeitigen Trainer Juan Verzeri zu einem Trainingslehrgang der U-20 einberufen. Unter ihm debütierte er am 27. November 2012 beim 2:2-Unentschieden im Freundschaftsländerspiel gegen Paraguay. Im März 2014 wurde er ebenfalls von Verzeris Nachfolger Fabián Coito für die U-20 nominiert. Beim 1:0-Sieg über Paraguay am 20. Mai 2014 stand er in der Startelf.
Er gehörte dem uruguayischen Aufgebot bei der U-20-Südamerikameisterschaft 2015 in Uruguay an. Sodann gehörte er dem Kreis der ausgewählten Spieler an, die Uruguay bei der U-20-Weltmeisterschaft 2015 in Neuseeland repräsentierten. Die „Celeste“ schied im Achtelfinale durch eine Niederlage im Elfmeterschießen gegen Brasilien aus. Insgesamt kam er in der U-20 auf 28 Länderspieleinsätze und erzielte acht Tore.
Am 19. Mai 2015 wurde er von Trainer Fabián Coito für den vorläufigen Kader der U-22 nominiert, die im Juli 2015 bei den Panamerikanischen Spielen 2015 in Toronto antrat.
Im August 2017 berief ihn Óscar Tabárez für die bevorstehenden WM-Qualifikationsspiele gegen Argentinien und Paraguay erstmals in die A-Nationalmannschaft Uruguays.

### Erfolge
- Uruguayischer Meister: 2014/15
- Niederländischer Meister: 2016, 2018
- Niederländischer Supercupsieger: 2015, 2016